# Park Chul-min
Park Chul-min (* 18. Januar 1967 in Gwangju, Südkorea) ist ein südkoreanischer Schauspieler, der vor allem für seine Nebenrollen in zahlreichen erfolgreichen Filmen bekannt ist.

## Karriere
Während der Oberschule trat Park dem Theaterklub bei. Nach mehreren kleinen Rollen in diversen Filmen hatte er seinen Durchbruch im Jahr 2004 mit dem Film Mokpo, Gangster’s Paradise und dem Fernsehdrama Immortal Admiral Yi Sun-sin. Seitdem stieg er zu einem der produktivsten Nebendarsteller des südkoreanischen Kinos auf.
2014 spielte Park die Hauptrolle in dem Film Another Promise, einer Verfilmung der Geschichte eines Vaters, der um eine Entschädigung für seine verstorbene Tochter kämpfte. Diese soll durch ihre Arbeit in einer Halbleiter-Fabrik bei Samsung Electronics an Leukämie erkrankt sein. Samsung schlug eine Entschädigung in Höhe von zehn Milliarden Won vor, der Vater entschied sich jedoch für eine Klage. Es war das erste Mal in Südkorea, dass eine Einzelperson einen Gerichtsprozess gegen ein Konglomerat (Chaebol) gewann. Der Film wurde durch Crowdfunding finanziert.

## Filmografie

### Filme (Auswahl)
- 1995: Ein einziger Funke (아름다운 청년 전태일 Areumdaun Cheongnyeon Jeon Tae-il)
- 1996: A Petal (꽃잎 Kkochip)
- 1997: Downfall (창 Chang)
- 2000: Das Lied der treuen Chunhyang
- 2002: Im Rausch der Farben und der Liebe
- 2004: Mokpo, Gangster’s Paradise (목포는 항구다 Mokpo-neun Hangguda)
- 2004: Love, So Divine (신부수업 Sinbu Sueop)
- 2004: Rikidōzan: A Hero Extraordinary (力道山, 역도산 Yeokdosan)
- 2004: This Charming Girl (여자, 정혜 Yeoja, Jeong-hye)
- 2006: The Fox Family (구미호 가족 Gumiho Gajok)
- 2007: May 18 (화려한 휴가 Hwaryeohan Hyuga)
- 2009: 4th Period Mystery (4교시 추리영역 4gyosi Churiyeongyeok)
- 2011: The Suicide Forecast (수상한 고객들 Susanghan Gogaek-deul)
- 2011: Liefi – Ein Huhn in der Wildnis (Stimme)
- 2011: Sector 7 (7광구 7-gwanggu)
- 2011: Spellbound (오싹한 연애 Ossakan Yeonae)
- 2011: Marrying the Mafia IV (가문의 영광 4 - 가문의 수난)
- 2012: As One (코리아 Korea)
- 2012: Die Konkubine (후궁: 제왕의 첩 Hugung: Jewang-ui Cheop)
- 2012: Love Clinique (음치클리닉 Eumchi Keullinik)
- 2012: The Tower
- 2013: Verjährung
- 2013: Yeolhan-si (열한시)
- 2014: Another Promise (또 하나의 약속 Tto Hana-ui Yaksok)
- 2014: Pirates – Das Siegel des Königs
- 2015: Perfect Proposal (은밀한 유혹 Eunmilhan Yuhok)
- 2015: Bad Guys Always Die (坏蛋必须死)
- 2015: The Magician (조선마술사 Joseon Masulsa)
- 2016: Hiya (히야)
- 2016: Operation Chromite
- 2016: Yongsoon (용순)
- 2017: New Trial (재심 Jaesim)
- 2017: The Villainess (악녀 Angnyeo)
- 2017: I Can Speak (아이 캔 스피크)
- 2017: Brothers in Heaven (돌아와요 부산항애 Dorawayo Busan-hangae)
- 2018: Er kennt keine Gnade (리벤져 Revenger)

### Fernsehserien (Auswahl)
- 2004–2005: Immortal Admiral Yi Sun-sin (불멸의 이순신 Bulmyeol-ui I Sun-sin)
- 2008: Beethoven Virus (베토벤 바이러스)
- 2009: The Return of Iljimae (돌아온 일지매 Doraon Iljimae)
- 2010: Athena: Goddess of War (아테나: 전쟁의 여신)
- 2010: Sungkyunkwan Scandal (성균관 스캔들)
- 2013: Hur Jun, The Original Story (구암 허준 Guam Heo Jun)
- 2014: Hotel King (호텔킹)
- 2016: The Good Wife (굿 와이프)
- 2017: The Idolm@ster.KR (아이돌마스터.KR - 꿈을 드림)
- 2022: Unschuldig (아다마스 A-da-ma-seu)
- 2024: Dreaming of a Freaking Fairy Tale (나는 대놓고 신데렐라를 꿈꾼다 Na-neun Dae-nongh-go Sin-de-rel-la-reul Kkum-kkun-da)